# FIBA Europe Cup
FIBA Europe Cup je međunarodno košarkaško natjecanje za europske klubove u muškoj konkurenciji koje organizira FIBA.

## O natjecanju
FIBA je 30. lipnja 2015. predstavila novo natjecanje koje bi zamijenilo EuroChallenge, te bi bilo niže natjecanje za Ligu prvaka, koja je startala u sezoni 2016./17. 

U prvoj sezoni Europe Cupa (2015./16.) je nastupalo 56 klubova.
Format natjecanja je takav da sadrži dvije grupne faze, te potom eliminacijski dio, koji završava završnim turnirom (Final four). U prvoj gupnoj fazi su klubovi podijeljeni u grupe od 3 ili četiri momčadi koje igraju dvokružno, u dvije konferencije (Istočnu i Zapadnu - Conference 1 i Conference 2). U drugoj grupnoj fazi su klubovi podijeljeni također u skupine od četiri kluba, također dvokružno (2015./16. 32 kluba u osam skupina, 2016./17. 24 kluba u šest skupina), iz koje se plasiraju u osminu završnice. Od sezone 2016./17. prvoj grupnoj fazi se priključuju klubovi eliminirani iz kvalifikacija Lige prvaka, a u osmini završnice osam klubova eliminiranih iz grupne faze Lige prvaka.

## Završnice
| sezona | mj. završnice                                           | pobjednik                                               | rez.                                                    | poraženi                                                |
| --- | ------------------------------------------------------- | ------------------------------------------------------- | ------------------------------------------------------- | ------------------------------------------------------- |
| 2015./16. | Chalon-sur-Saône                                        | Fraport Skyliners (Frankfurt)                           | 66:62                                                   | Openjobmetis Varese                                     |
| 2016./17. | Chalon-sur-Saône Nanterre                               | Nanterre 92                                             | 58:58, 82:79                                            | Élan Chalon (Chalon-sur-Saône)                          |
| 2017./18. | Avellino Venecija                                       | Umana Reyer Venecija                                    | 77:69, 81:79                                            | Sidigas Scandone Avellino                               |
| 2018./19. | Sassari Würzburg                                        | Dinamo Sassari                                          | 89:84, 81:79                                            | s.Oliver Würzburg                                       |
| 2019./20. | prekinuto nakon četvrtzavršnice zbog pandemije COVID 19 | prekinuto nakon četvrtzavršnice zbog pandemije COVID 19 | prekinuto nakon četvrtzavršnice zbog pandemije COVID 19 | prekinuto nakon četvrtzavršnice zbog pandemije COVID 19 |
| 2020./21. | Tel Aviv                                                | Ironi Ness Ziona                                        | 82:74                                                   | BM Slam Stal Ostrów Wielkopolski                        |
| 2021./22. | Bologna — Casalecchio di Reno Istanbul                  | Bahçeşehir Koleji Istanbul                              | 72:69, 90:74                                            | UnaHotels Reggio Emilia                                 |
| 2022./23. | Włocławek Cholet                                        | Anwil Włocławek                                         | 81:77, 80:78                                            | Cholet Basket                                           |
| |                                                         |                                                         |                                                         |                                                         |
| rezultat podebljan - pobjednik domaćin rezultat normalne debljine - pobjednik gost rezultat u kurzivu - utakmica na neutralnom terenu |                                                         |                                                         |                                                         |                                                         |

## Vanjske poveznice
- fiba.com, stranica natjecanja  Arhivirana inačica izvorne stranice od 16. veljače 2017. (Wayback Machine)
- fibaeurope.com
- eurobasket.com, stranica natjecanja
- linguasport.com, Fiba Europe Cup i EuroChallenge